# گمینا خوچوو
گمینا خوچوو (به لهستانی:  Gmina Choczewo) یک گمینا در لهستان است که در شهرستان ویهرووو واقع شده‌است. گمینا خوچوو ۱۸۳٫۲۳ کیلومتر مربع مساحت و ۵٬۵۰۳ نفر جمعیت دارد.